# 王明健
王明健（1933年6月—2020年7月7日），男，湖北省南漳县人，中华人民共和国核燃料专家，原中国人民解放军基本建设工程兵部队高级工程师。

## 生平
1933年6月（一说1934年6月）生于湖北省南漳县城关镇。1956年（一说1955年）毕业于中南矿冶学院，任长沙中南309大队技术员。1958年南下，指挥建设广东省翁源县下庄309大队11分队水冶厂，担任厂长兼技术负责人，为1964年10月中华人民共和国第一颗原子弹试爆解决了原料问题。期间还担任北京第三研究所第二研究室党支部书记、第五研究所萃取组组长等职（大部分时间在翁源县工作），发明了简易炼铀法、受控萃取法。此后在741矿、中国人民解放军基本建设工程兵00251部队工作，历任202厂厂长、708厂技术组组长、高级工程师等职，1995年退休。2019年12月入选“中国好人榜”。2020年7月7日在广东省韶关市核工业四一九医院逝世，享年87岁。

## 荣誉
- 全国先进生产者（1959年）
- 基建工程兵先进生产者（1977年）
- 国防科工委“献身国防科技事业勋章”（1988年）
- 庆祝中华人民共和国成立70周年纪念章（2019年）